# Tesoro dei granduchi
Il Tesoro dei Granduchi (fino al 2015 chiamato Museo degli Argenti) fa parte del complesso di Palazzo Pitti a Firenze. Istituito nella seconda metà dell'Ottocento, è ospitato nell'ala laterale settentrionale del corpo di fabbrica principale del palazzo, entro il quale si estende in 14 sale al piano terra (appartamenti estivi ai quali si accede dal cortile del Buontalenti) e in 13 sale al soprastante piano mezzanino. Il museo viene chiamato anche Tesoro dei Medici, sebbene alcuni pezzi datino all'epoca successiva degli Asburgo-Lorena, e contiene una vasta collezione di pezzi inestimabili di oreficeria, argenteria, cristalli, opere in avorio e in pietre dure. Custodisce anche una preziosa raccolta di cammei e intagli appartenuta ai Medici, oggi confluita in parte al Museo archeologico nazionale di Napoli e al Museo archeologico nazionale di Firenze in seguito a complesse vicende storiche e dinastiche.
Nel 2013 il circuito museale del giardino di Boboli, che comprende anche il Tesoro dei Granduchi, la Galleria del Costume, il Museo delle porcellane e il giardino Bardini, è stato il sesto sito italiano statale più visitato, con 710.523 visitatori e un introito lordo totale di 2.722.872 Euro. Nel 2016 il circuito museale ha fatto registrare 881.463 visitatori..
Con la riforma Franceschini del 2015, il museo, con tutto il complesso di palazzo Pitti, è entrato nell'orbita della Galleria degli Uffizi, diretto con speciale autonomia da Eike Schmidt. In questa occasione è stato cambiato il nome da "Museo degli Argenti" a "Tesoro dei Granduchi".

## Percorso espositivo

### Appartamenti estivi
1. Sala di Luca Pitti
2. Sala delle Porcellane
3. Sala di Giovanni da San Giovanni
4. Sala di Lorenzo
5. Grotticina
6. Cappella
7. Sala dell'Udienza Pubblica
8. Sala dei Cristalli e delle Pietre Dure
9. Cortile dell'Aiace
10. Sala delle Ambre
11. Sala dell'Udienza Privata
12. Terza Sala dell'Udienza
13. Sala degli Avori
14. Sala degli Avori e dei Reliquari

La sala II al pian terreno contiene le opere più antiche facenti parte delle collezioni di Lorenzo il Magnifico, come la collezione dei vasi antichi (romani, sassanidi e veneziani), spesso con delicate incrostazioni argentee aggiunte nel XV secolo. Tra i pezzi più pregiati di questa sezione un calice bizantino, una doppia coppa in ametista, e un'opera in porfido raffigurante una Venere e Amore del pesciatino Pier Maria Serbaldi detto "il Tagliacarne". La sala seguente ospita un rilievo ligneo di Grinling Gibbons, mentre la sala IV è coperta dagli affreschi di Giovanni da San Giovanni, eseguiti dal 1634 e completati da Cecco Bravo, Francesco Furini e Ottavio Vannini nel 1642.
La sala V era un'antica piccola cappella con splendide oreficerie per il culto. Le sale da VI a XII, prospicienti a piazza Pitti, erano gli appartamenti estivi del granduca e presentano ancora i preziosi affreschi di Angelo Michele Colonna e Agostino Mitelli, dipinti tra il 1634 e il 1641 nelle sale dalla VI alla VIII. Tra i pezzi più pregiati di queste sale figurano: opere in ebano e pietre dure intarsiate, come lo Stipo d'Alemania, proveniente da Augusta come dono dell'Arciduca del Tirolo, e un inginocchiatoio analogo; uno stipo e un reliquiario di santi domenicani di Giovan Battista Foggini; vasi in avorio tornito di fattura tedesca e uno di Giovanni Antonio Maggiore da Milano, che è il pezzo più antico conosciuto in questa specialità artistica (1582); un tavolo e uno stipo capolavori di ebanisteria olandese; una bussola magnetica donata dallo zar Pietro il Grande a Cosimo III; vasi e coppe in pietre dure e cristallo di rocca dalle fogge bizzarre e insolite.
Al piano terra si trova l'eccezionale raccolta di porcellane orientali, di oltre 1.000 esemplari, per lo più di provenienza medicea, recentemente arricchitasi della collezione Scalabrino: ben 127 pezzi del XVII e XVIII secolo, tutti di qualità rarissima nel panorama europeo.

### Il mezzanino
1. Sala dei Cammei
2. Sala dei Gioielli
3. Prima Sala del Tesoro di Salisburgo
4. Seconda Sala del Tesoro di Salisburgo
5. Loggetta
6. Sala del Tesoretto
7. Sala Esotica
8. Sala delle Porcellane Cinesi
9. Sala delle Porcellane Giapponesi
10. Sala delle Donazioni
11. Sala dei Calchi
12. Corridoio dei Calchi
13. Corridoio dei Reliquiari

L'esposizione prosegue nel mezzanino, dove sono collocate le collezioni dei cammei, dei gioielli, dei ninnoli, delle argenterie per uso liturgico e da tavola, dei manufatti esotici.
È qui disposta anche la collezione di manufatti aurei e d'argento provenienti dalla Germania e portati dal granduca Ferdinando III dopo il periodo di esilio terminato nel 1815, causato dall'occupazione francese.
Nelle due sale che ospitavano le porcellane sono state realizzate nuove vetrine e risistemati i gioielli, integrati da nuove acquisizioni mediante donazioni e comodati, prevalentemente manufatti contemporanei. È stata infine dedicata una saletta, l'ultima stanza di quelle che si affacciano sul cortile interno dell'Ammannati, alla collezione di miniature Barocchi, di oltre 120 pezzi.

#### Acquisizioni recenti
- Il Museo si è recentemente arricchito della collezione di miniature, raffiguranti personaggi noti e non, dei “gioiellieri-antiquari” fiorentini, i Bardini. Si tratta di centoventi pezzi – che vanno dalla metà del Cinquecento agli inizi del Novecento – di artisti come Rosalba Carriera, Giambattista Gigola, Richard Cosway e George Engleheart.
- Il museo ha accolto anche un'altra collezione: quella di Alberto Zorzi, esponente dell'oreficeria italiana contemporanea. Le opere – collane e bracciali eseguiti tra il 1977 e 1981 utilizzando svariati materiali come l'oro, il platino, l'argento, l'ebano, l'acciaio, i quarzi, il rame – sono state donate dal suo collezionista Gianfranco Pampaloni.

## Mostre

### Anni 2010
- "Il rigore e la grazia. La Compagnia di San Benedetto Bianco nel Seicento fiorentino" 22 ottobre 2015 - 17 maggio 2016.

- La mostra “Lapislazzuli. Magia del blu” ha documentato la passione per questo prezioso materiale e il suo utilizzo dalle origini fino ai nostri giorni.
- Al Museo degli Argenti è stata allestita la mostra “Il rigore e la grazia. La compagnia di San benedetto Bianco nel Seicento fiorentino”, da ottobre 2015 fino a maggio 2016. La mostra ha avuto come obiettivo quello di mettere in luce la piccola raccolta d'arte appartenuta alla più prestigiosa compagnia laicale fiorentina, quella, appunto, di San Benedetto Bianco.

- In occasione dei quarant'anni del Museo delle porcellane di Palazzo Pitti, è stata organizzata una mostra per esporre la collezione del polo museale e i prodotti della manifattura Doccia nel periodo compreso fra 1800 e 1830.
- “Diafane passioni. Avori Barocchi dalle corti europee” è una mostra che è stata dedicata alla scultura in Avorio, dal Quattrocento fino al Barocco, con una sezione sugli avori torniti intitolata “Geometria Virtuosa”. La mostra si è tenuta nel 2013 presso il Museo degli Argenti.

- La mostra “I tesori del Cremlino” è nata in occasione dell'evento Italia-Russia 2011 e quindi dagli scambi culturali fra i due paesi, per dare un'idea della ricchezza delle collezioni dell'Armeria del Cremlino.

Anni 2000
- Nel 2009 si è svolta una retrospettiva sul lavoro dell'artista-orafo Bruno Martinazzi. La sua ricerca artistica si concentra sui dettagli anatomici ma vira anche verso riflessioni sulla religione, il mito e la razionalità.
- La mostra "Artefatti preziosi" è stata dedicata, fra il 2009 e il 2010, a Fausto Maria Franchi, esponente dell'oreficeria contemporanea. Gli studi dell'artista a Roma lo hanno portato a sperimentare svariate tecniche di lavorazione, dalla ceramica alla scultura.

- Il museo ha celebrato, nel 2007, i quarant'anni di attività dell'artista-orafo Giampaolo Babetto.

- Il museo degli argenti, nel 2005, ha dedicato una mostra al personaggio di Maria de' Medici e al suo ruolo nella diffusione del modello mediceo nell'arte francese agli inizi del 1600. Avendo capito l'importanza delle arti figurative per la politica, divenne l'emblema del legame fra monarchia francese e mecenatismo all'italiana.

- “I gioielli dei Medici dal vero e in ritratto” è un percorso espositivo che ha messo in mostra – fra il 2003 e il 2004 - i gioielli provenienti dalle raccolte medicee e altri talmente simili a quelli raffigurati nei ritratti da ipotizzarne la provenienza; attraverso l'esposizione dei ritratti dei granduchi è stata data anche una chiara percezione dei tesori ormai scomparsi.

## Opere principali
- Stipo d'Alemagna, manifattura di Augusta;
- Stipo dell'Elettore Palatino di Giovanni Battista Foggini e Galleria dei Lavori;
- Cammeo con i ritratti di Cosimo I de’ Medici, Eleonora di Toledo e i figli di Giovanni Antonio de’ Rossi;
- Cassetta Medici di Valerio Belli;
- Ex voto di Cosimo II de’ Medici di Jonas Falck, Michele Castrucci, Gualtieri di Annibale Cecchi, su disegno di Giulio Parigi;
- Ovato con prospettiva della Piazza Granducale realizzato dalle botteghe granducali, Bernardino Gaffuri e Jacques Bylivelt.

## Galleria d'immagini

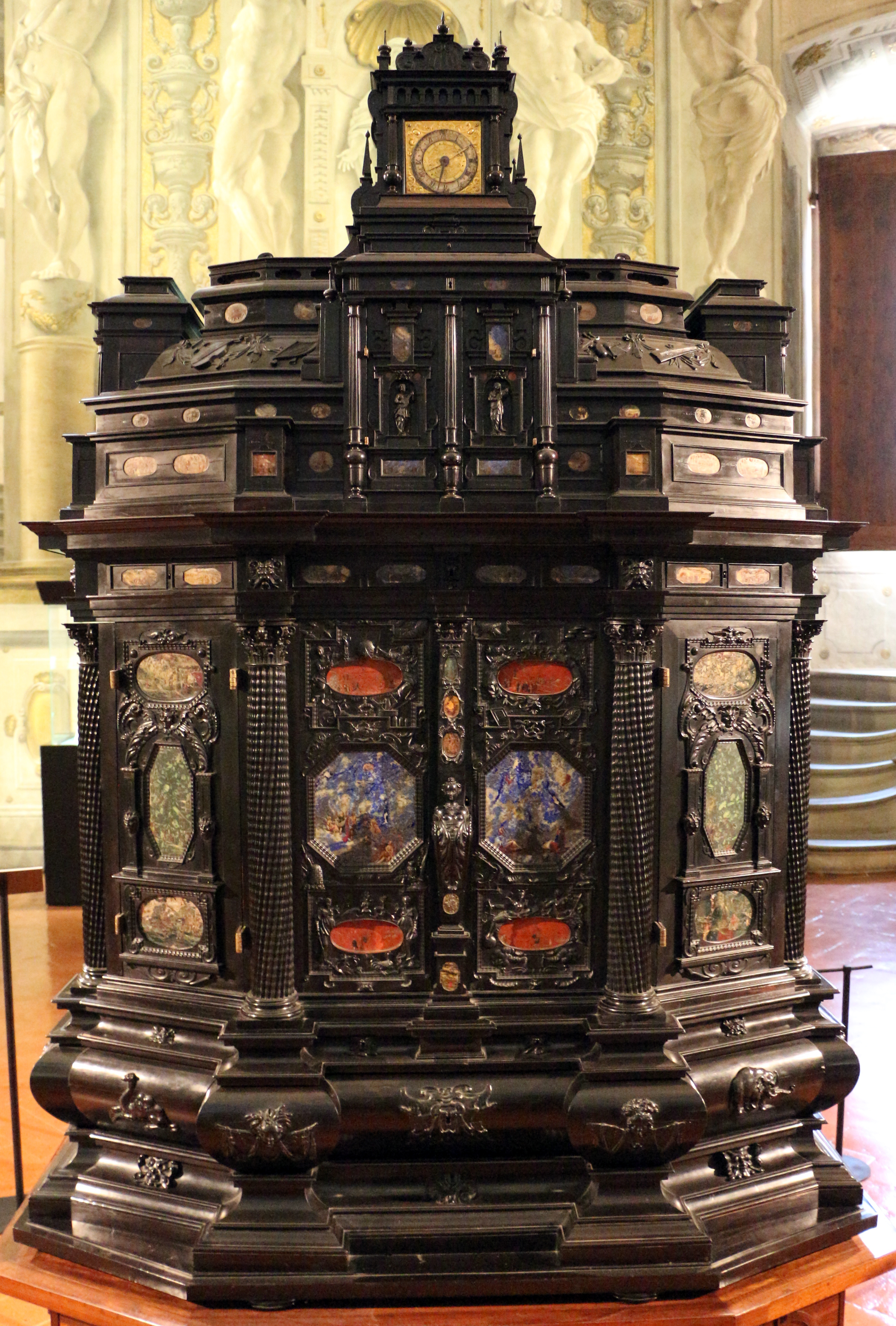
Stipo d'Alemagna - Manifattura di Augusta, 1616-1626 ca. (ebano, pietre dure, ambra, bronzo)
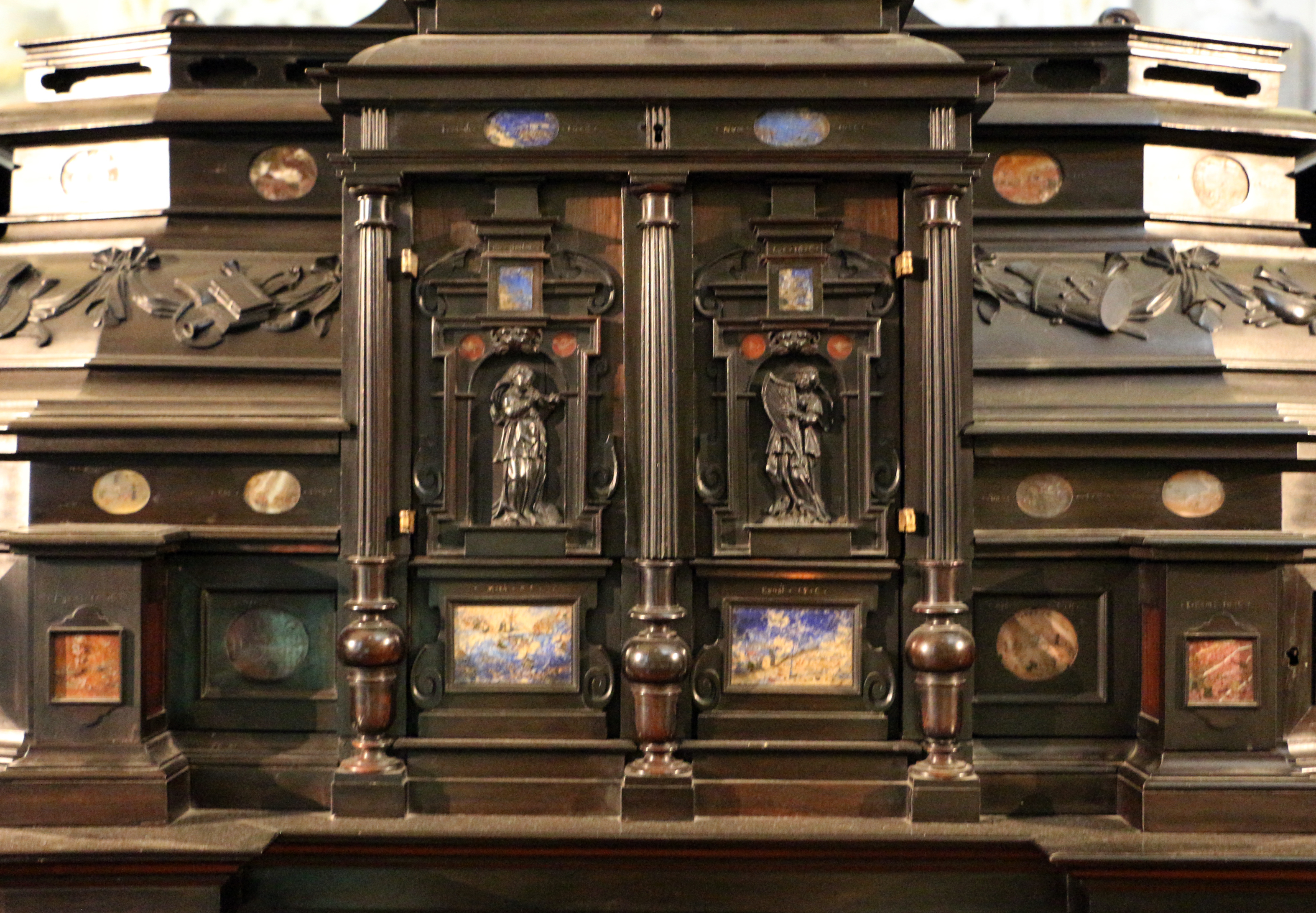
Dettaglio dello Stipo d'Alemagna
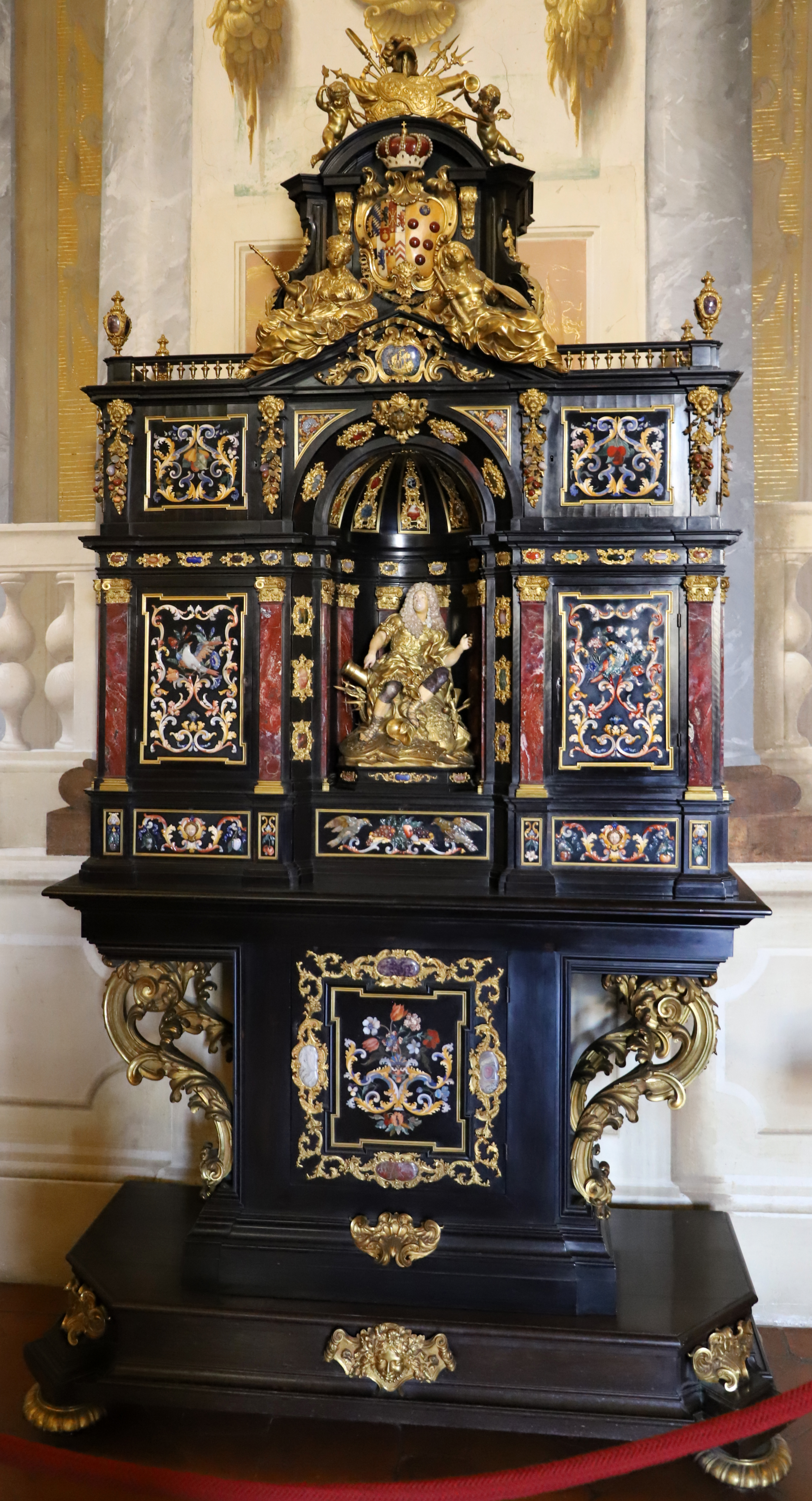
Stipo dell'Elettore Palatino - Giovanni Battista Foggini e Galleria dei Lavori, 1709 (ebano, bronzo dorato, pietre dure, madreperla, cristallo)
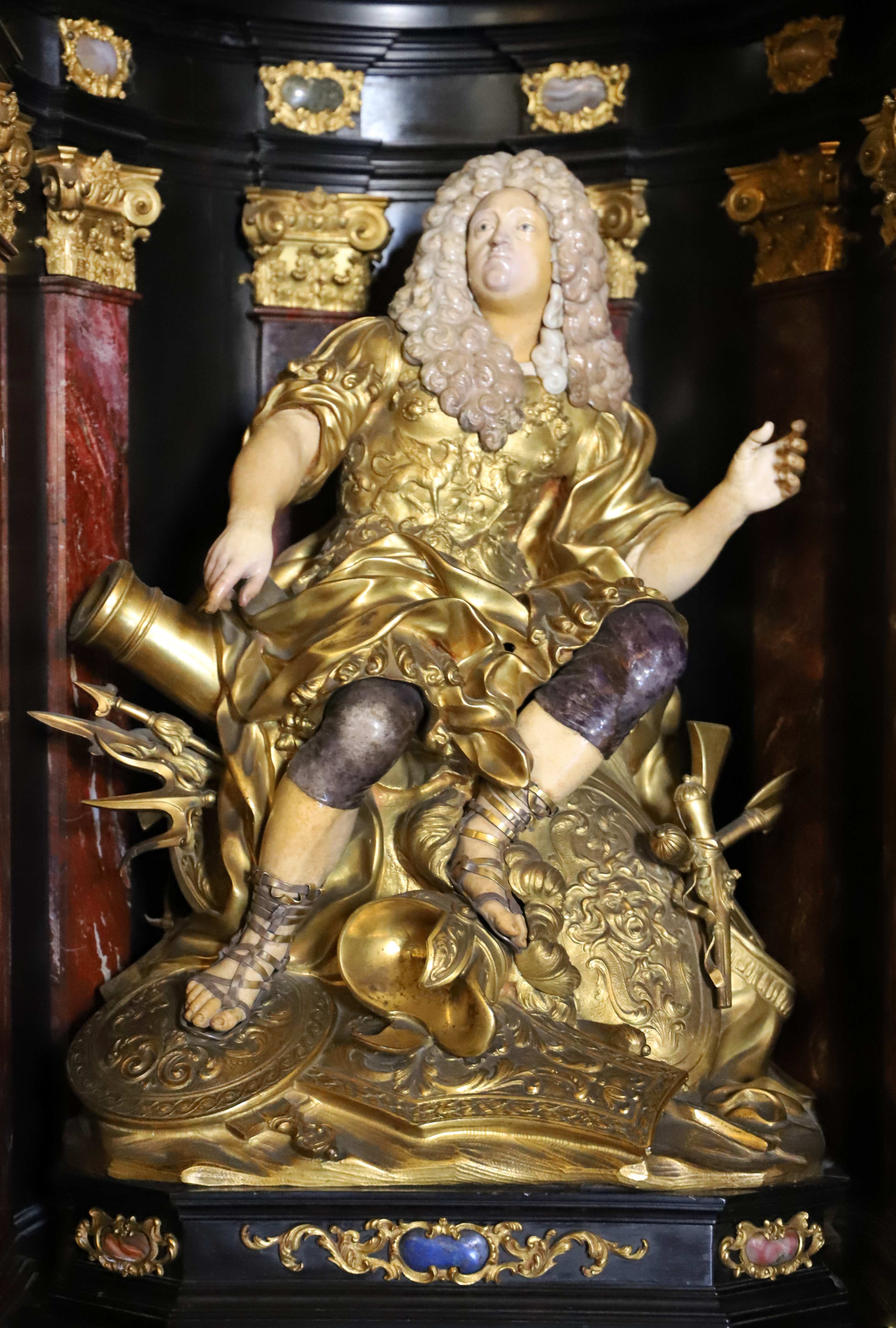
Dettaglio dello Stipo dell'Elettore Palatino
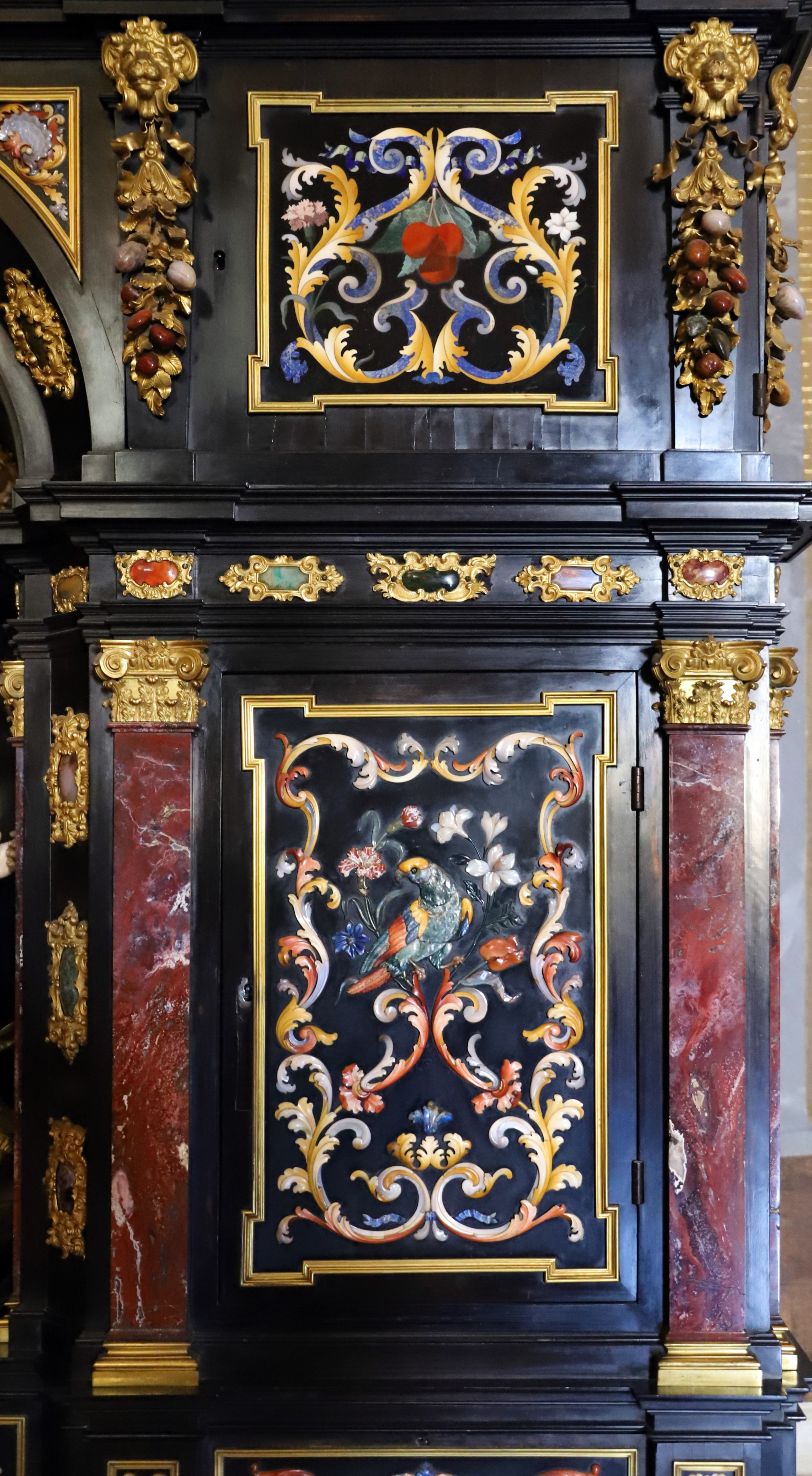
Dettaglio dello Stipo dell'Elettore Palatino
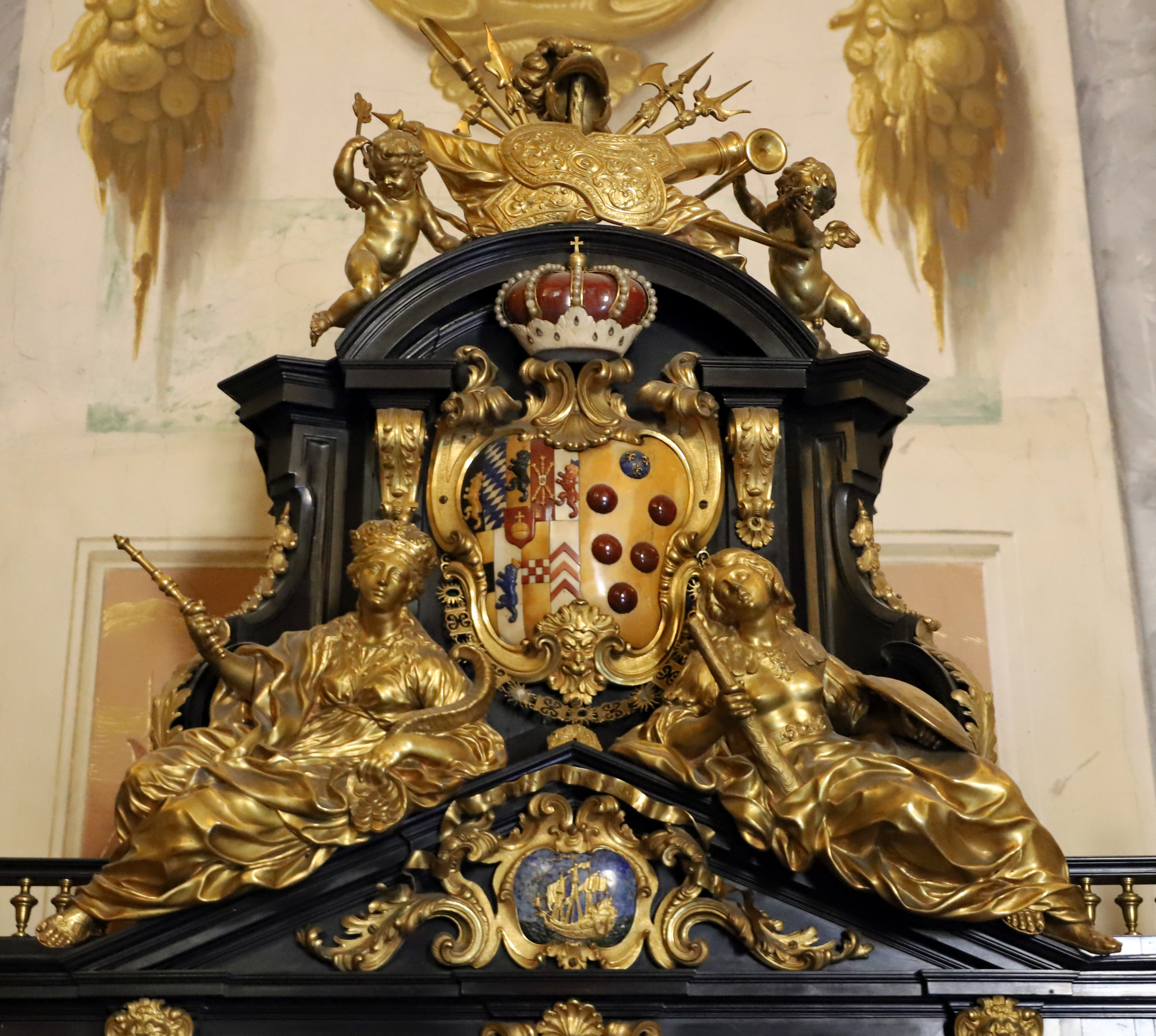
Dettaglio dello Stipo dell'Elettore Palatino
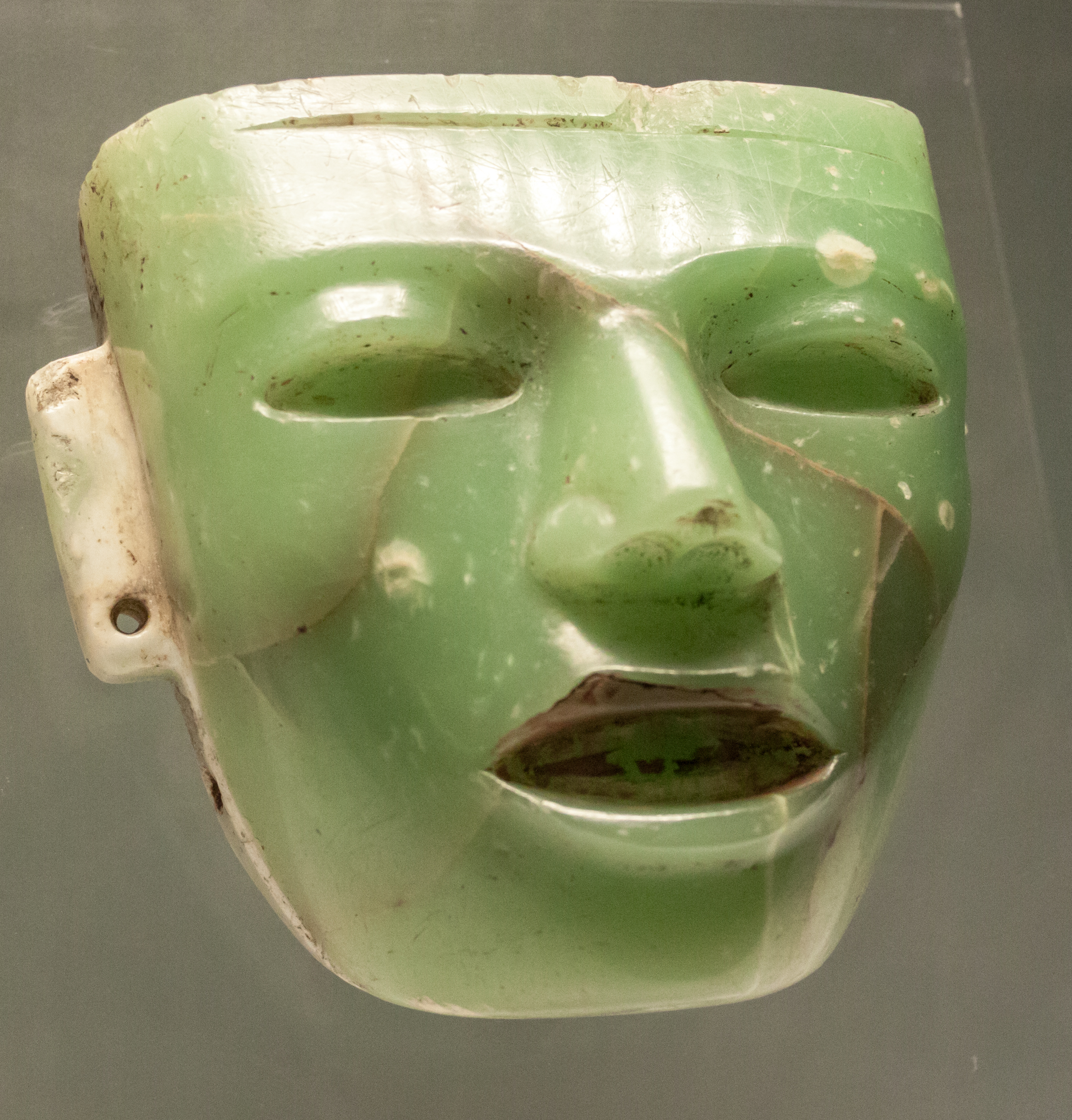
Maschera - proveniente da Teotihuacan
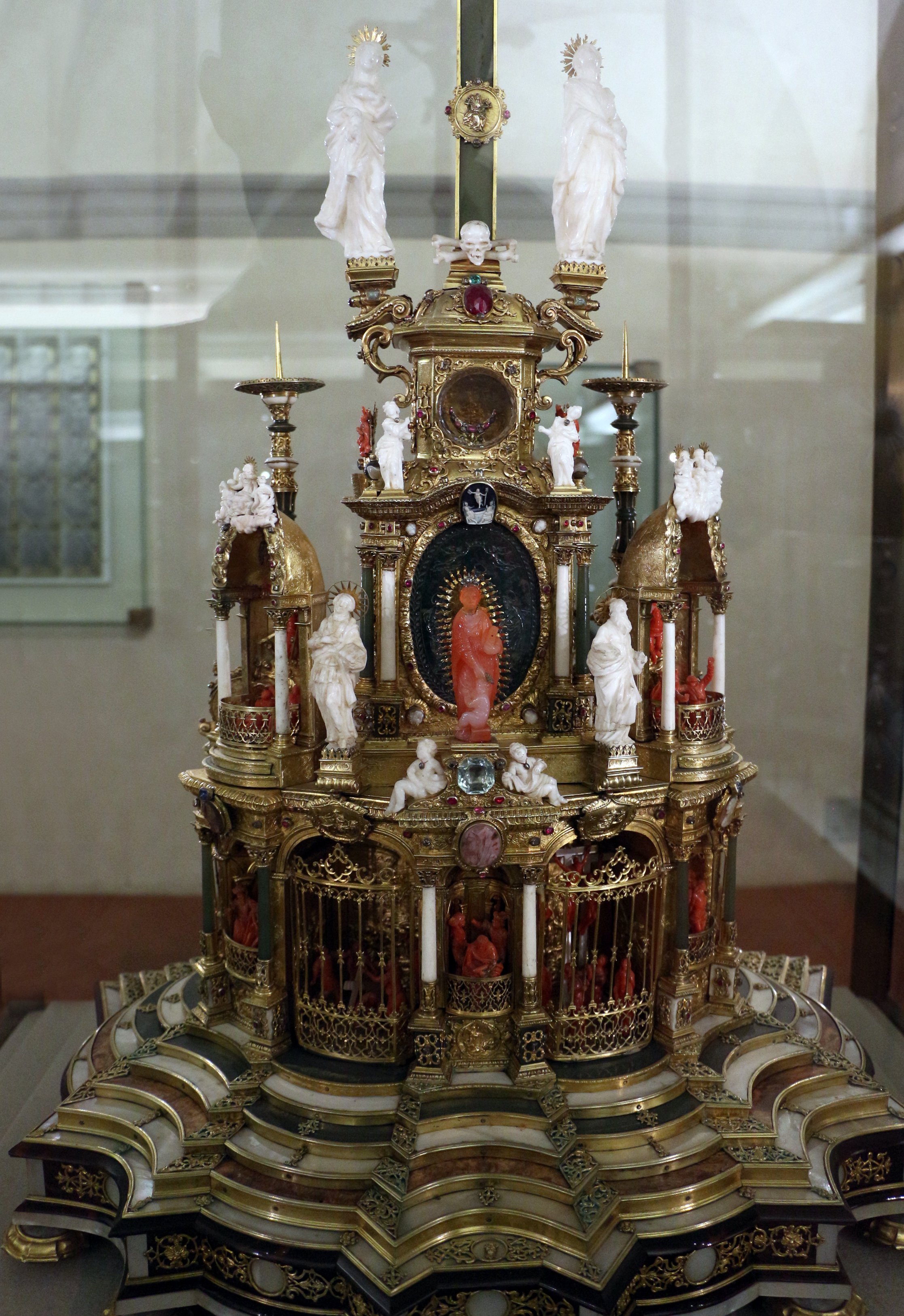
Altare portatile - manifattura di Dresda, XVIII secolo
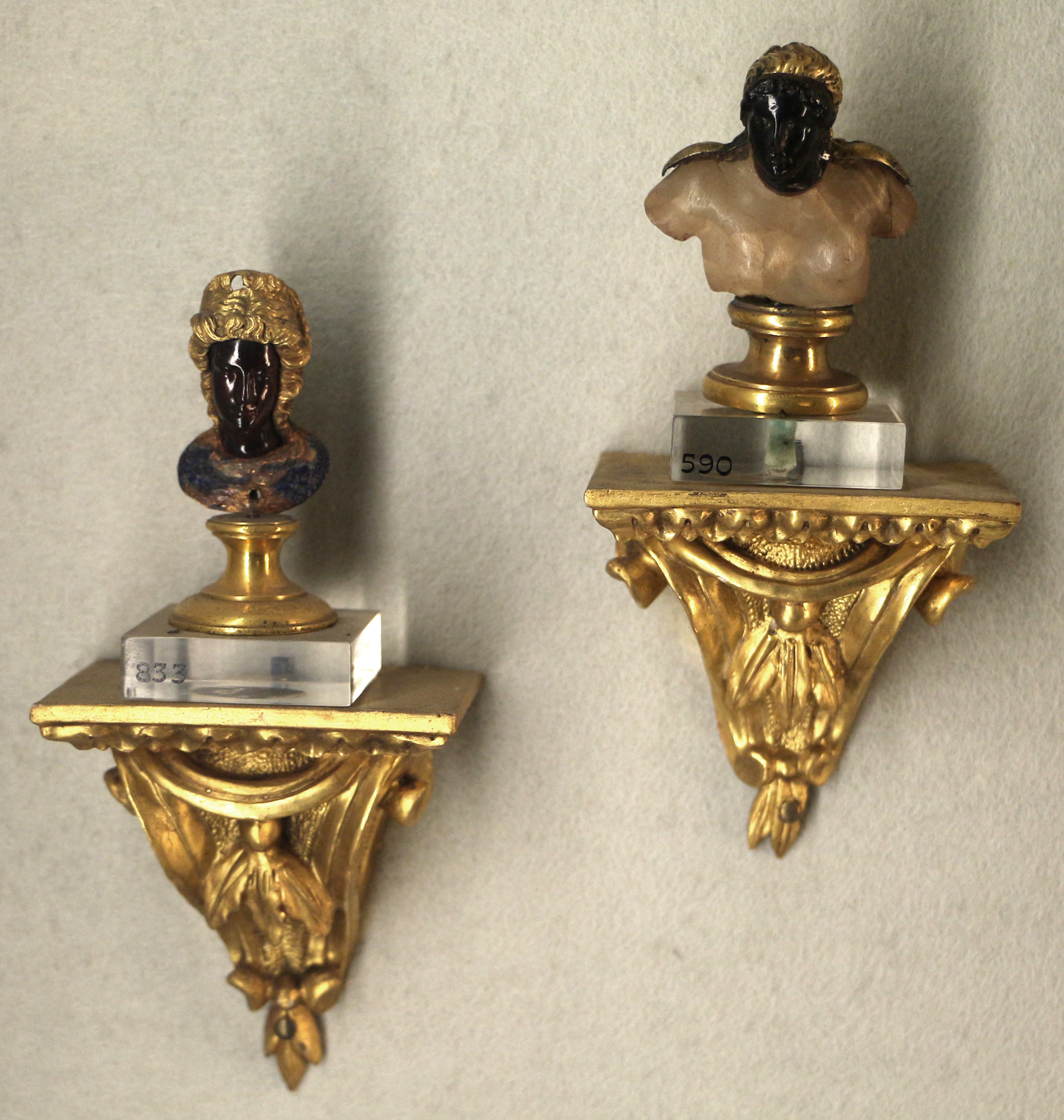
Busti femminili all'antica - Bottega fiorentina, 1590-1610 ca. (granato, ametista, alabastro orientale, oro, smalti, argento e metallo)
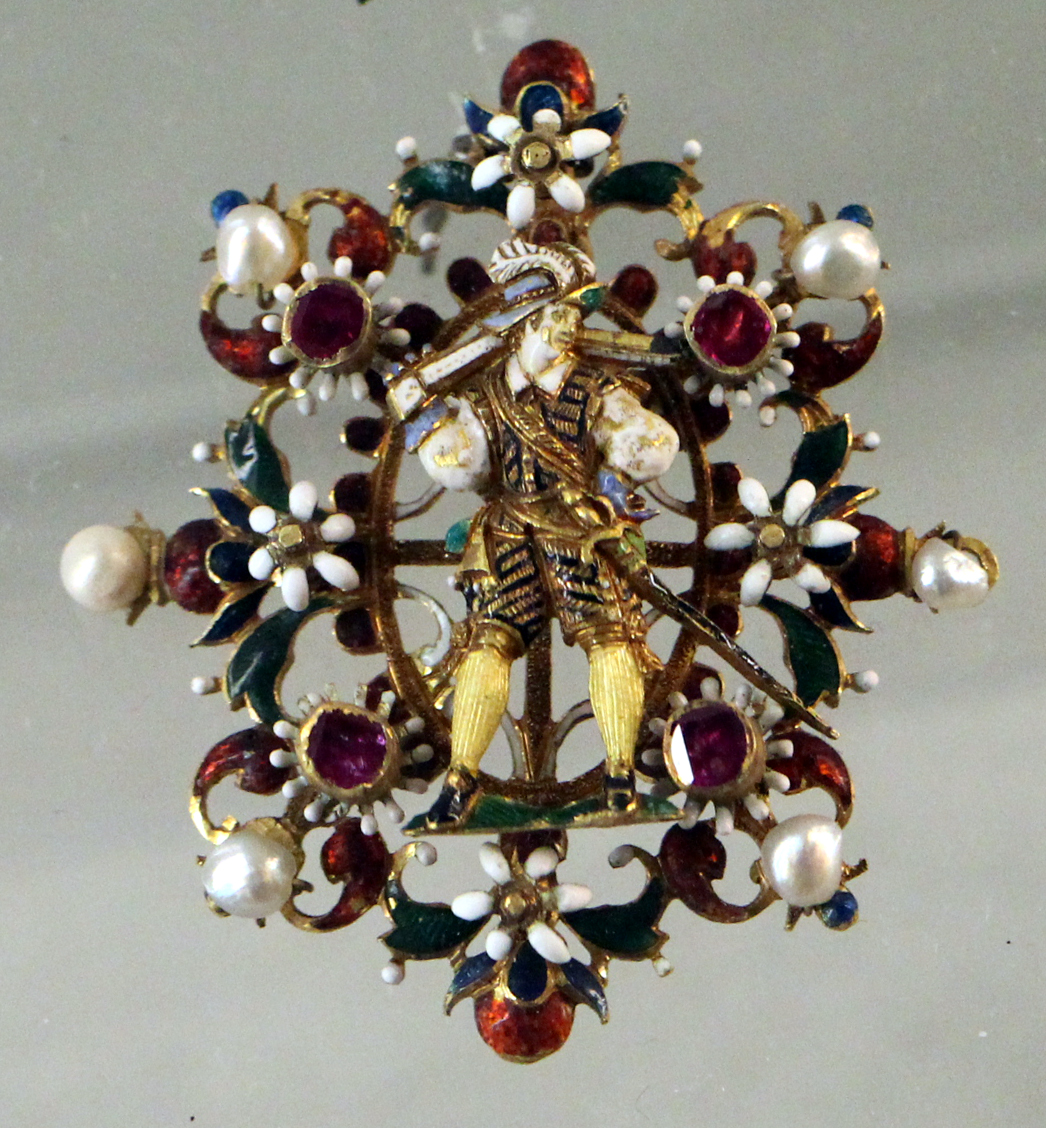
Bottone - Bottega fiamminga, 1590-1600 ca. (oro, smalti e pietre)
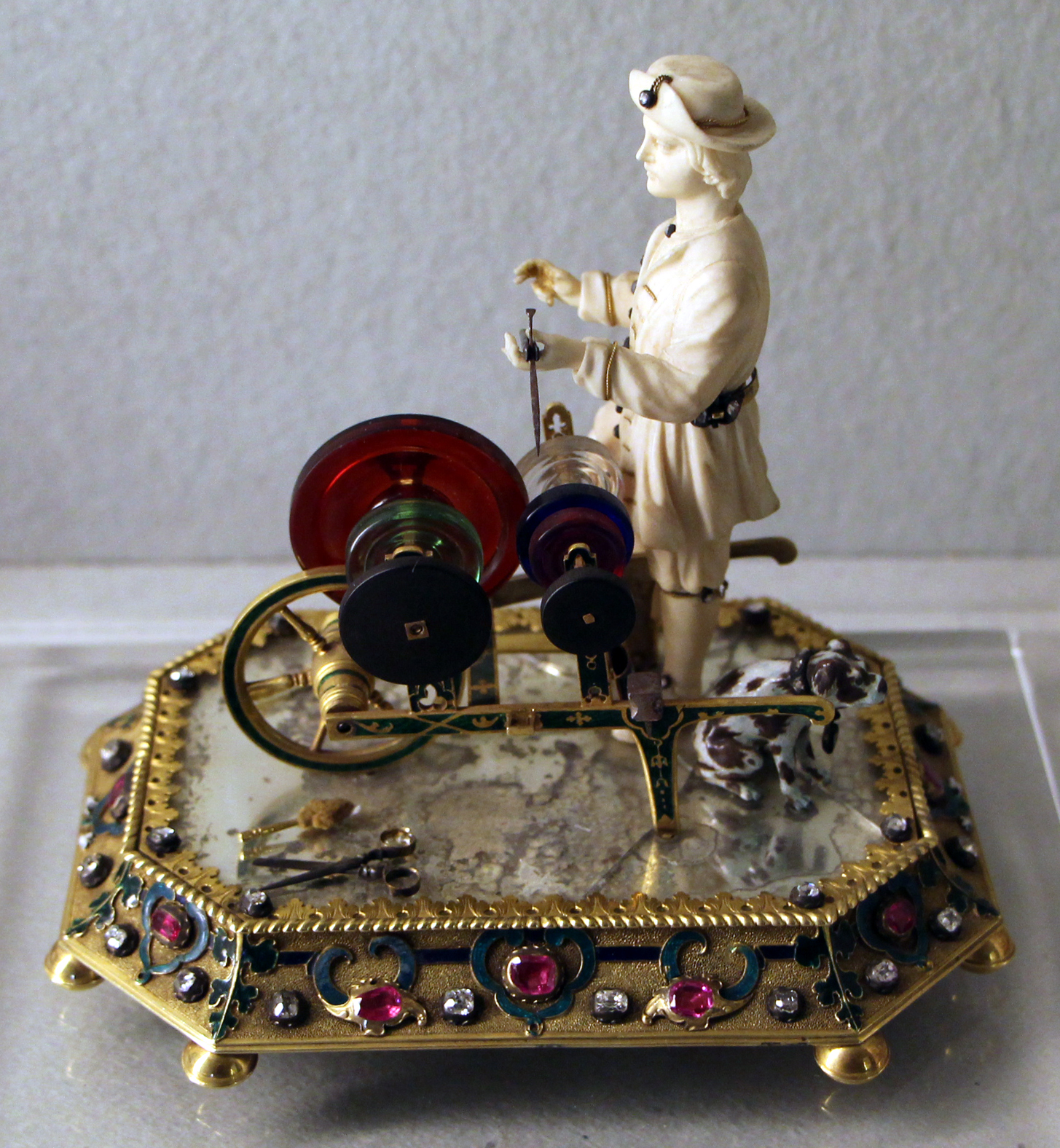
Ninnolo a forma di arrotino - Bottega tedesca, 1690-1700 ca.
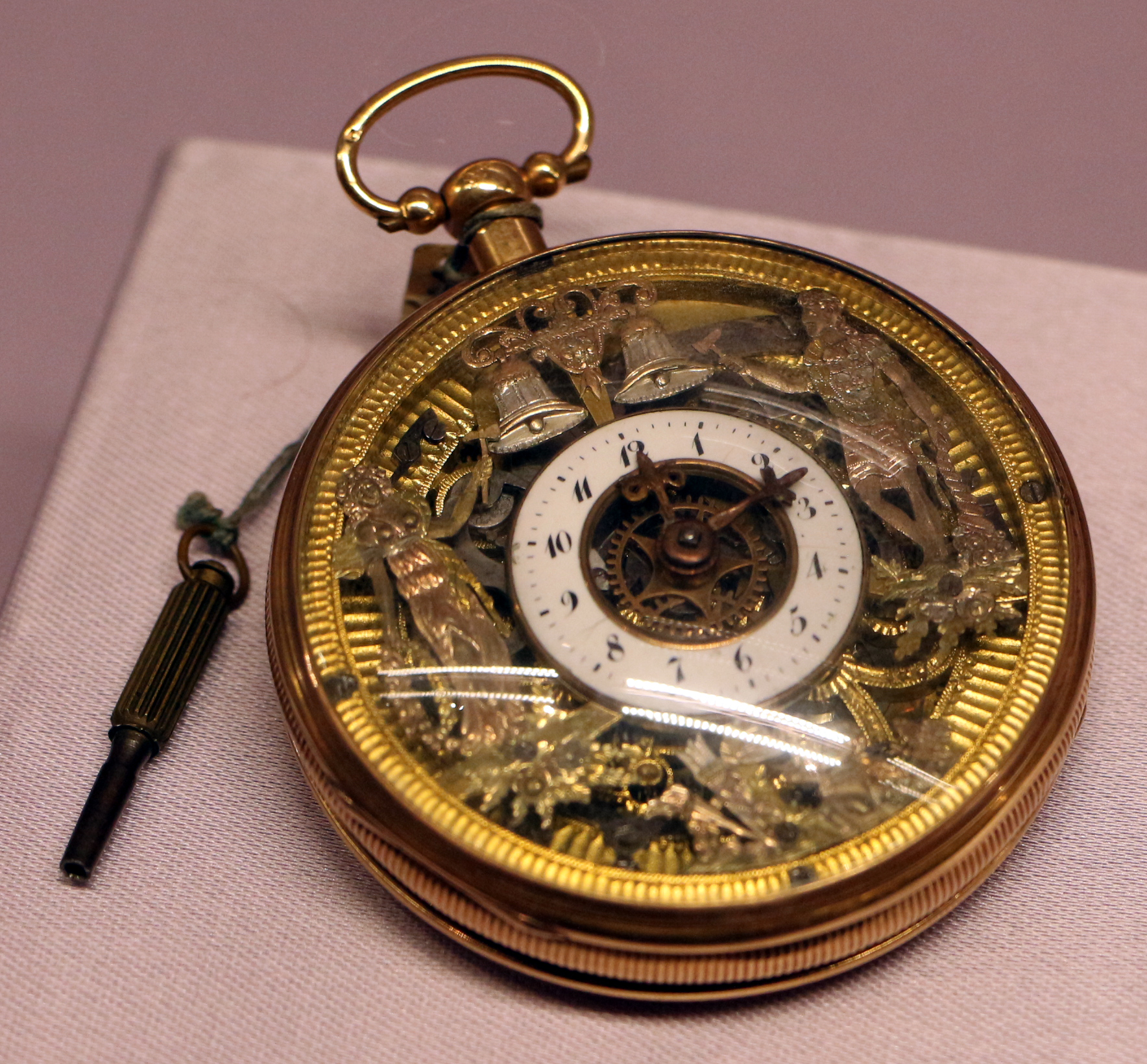
Orologio da persona con chiavetta - manifattura Svizzera, 1800-1850 ca.
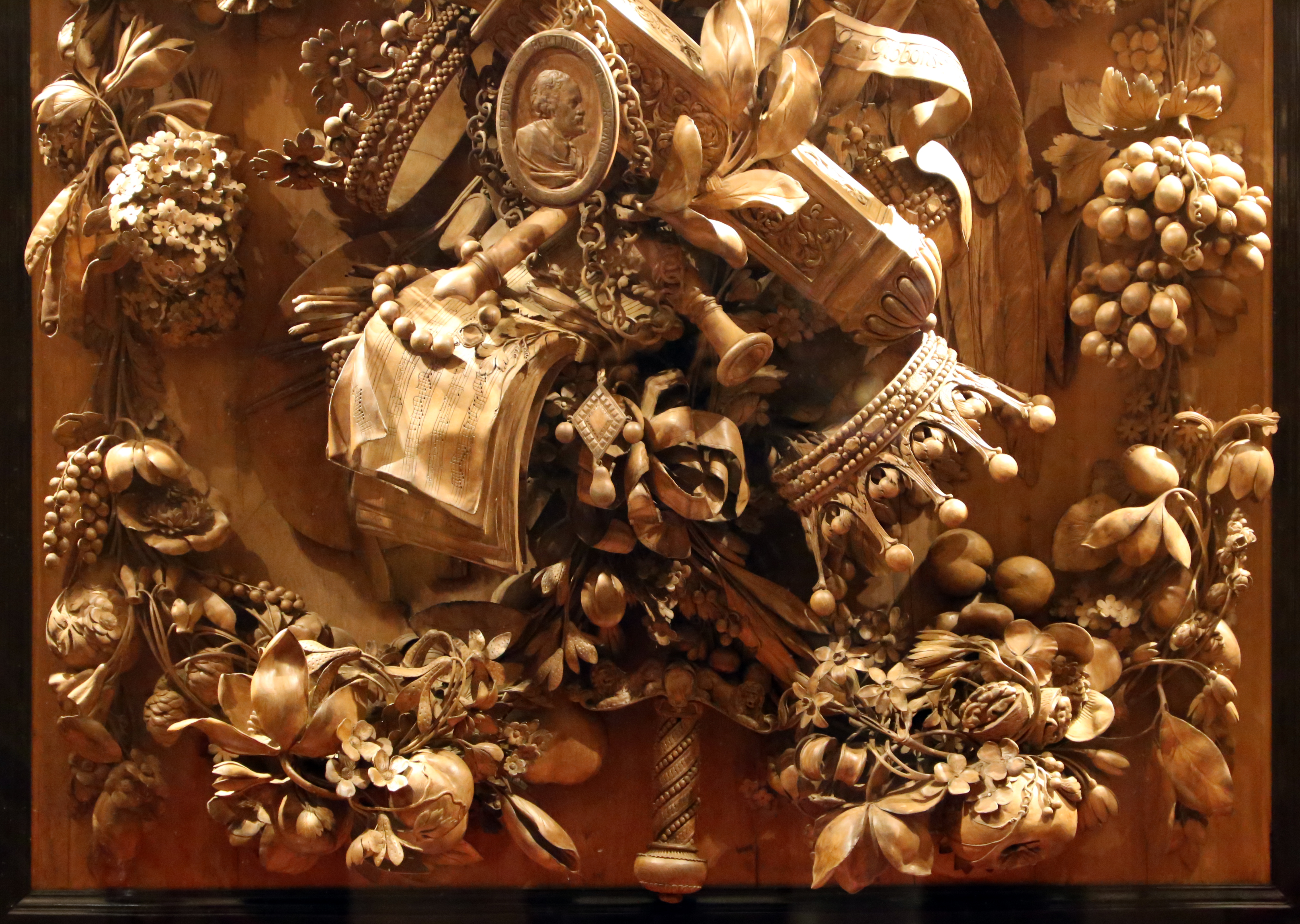
Pannello in onore dell'alleanza tra Toscana e Inghilterra - Grinling Gibbons, 1680-1682
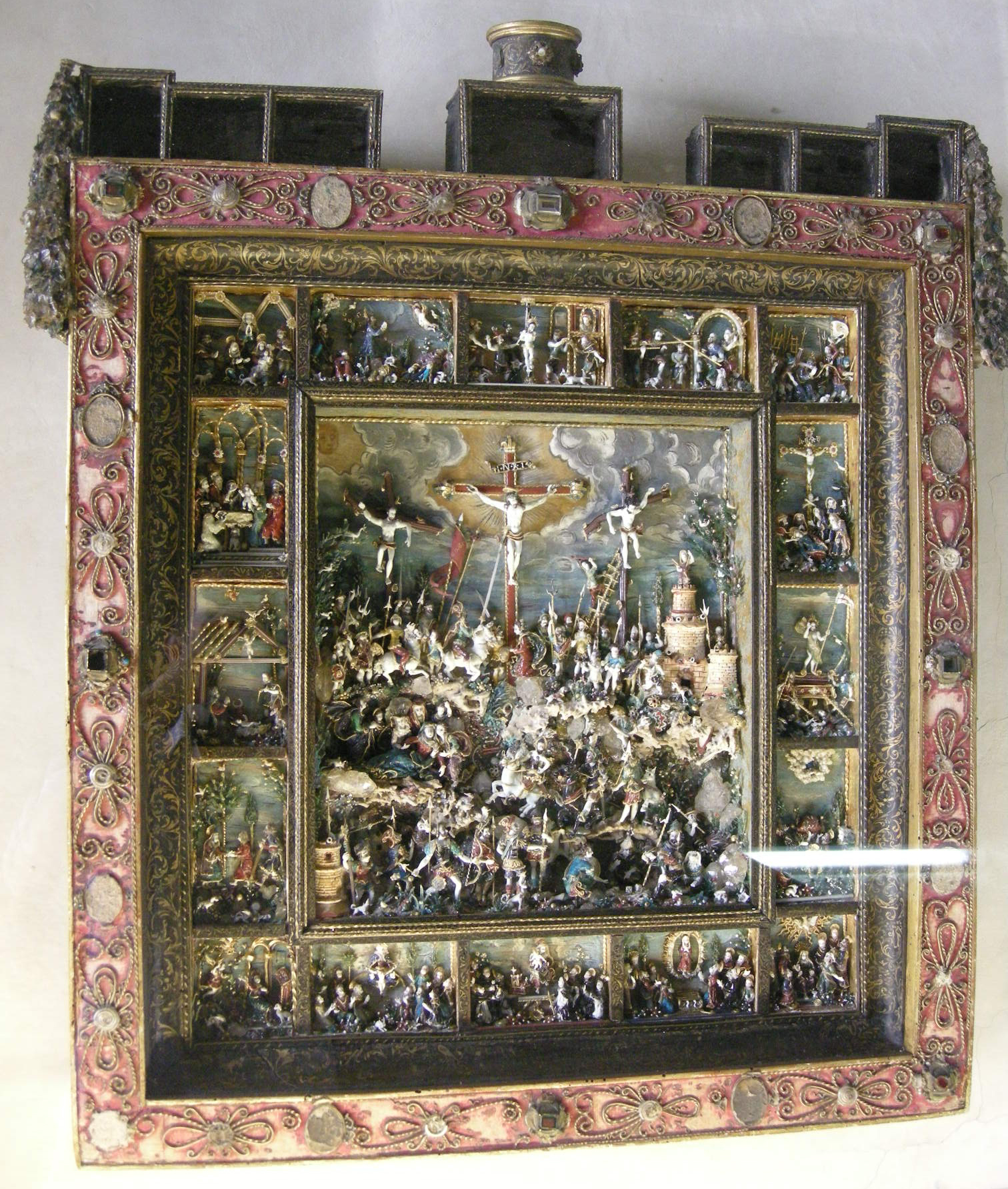
Crocifissione - manifattura austriaca della fine del XVI secolo
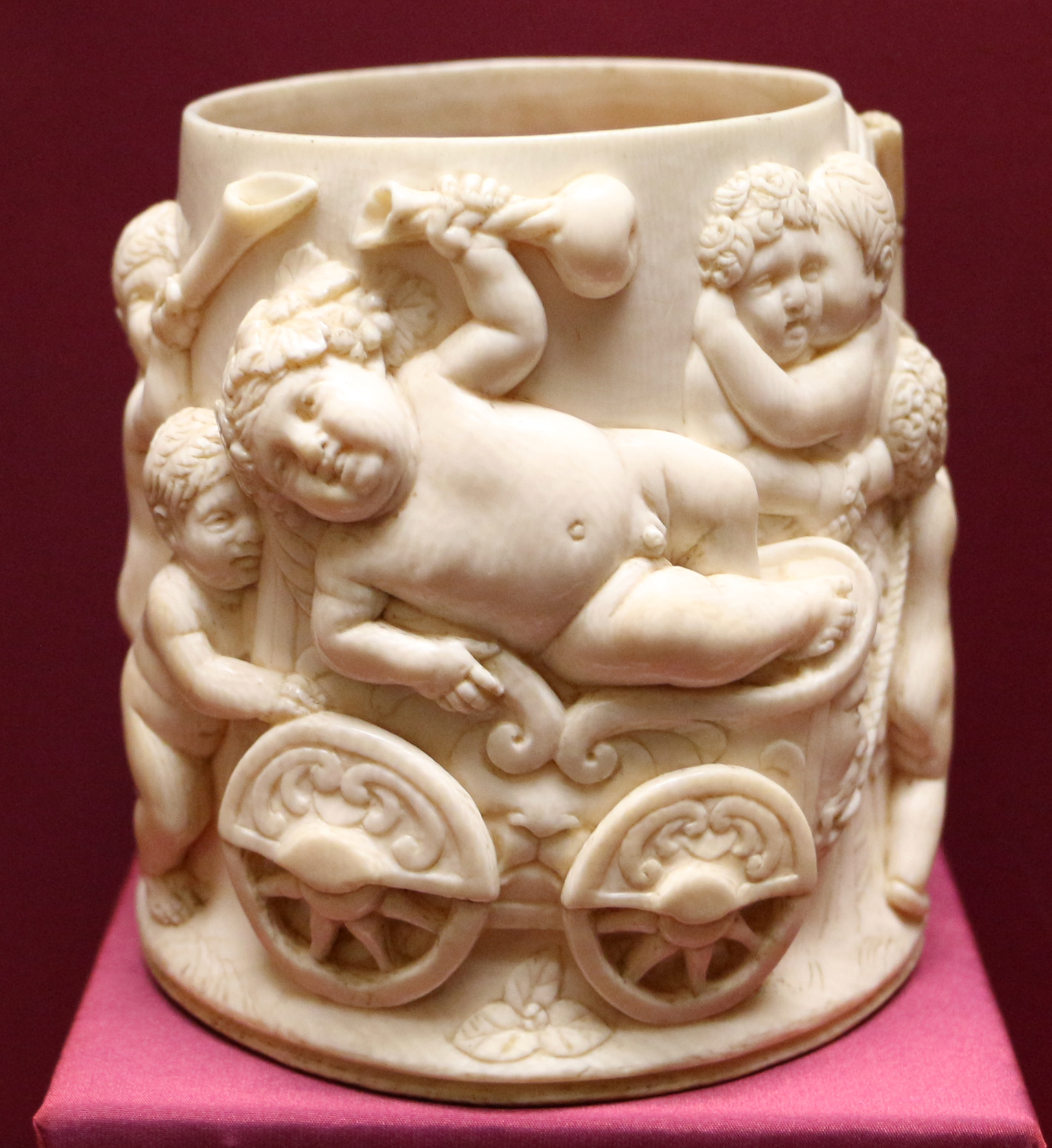
Boccale con corteo di Sileno - avorio
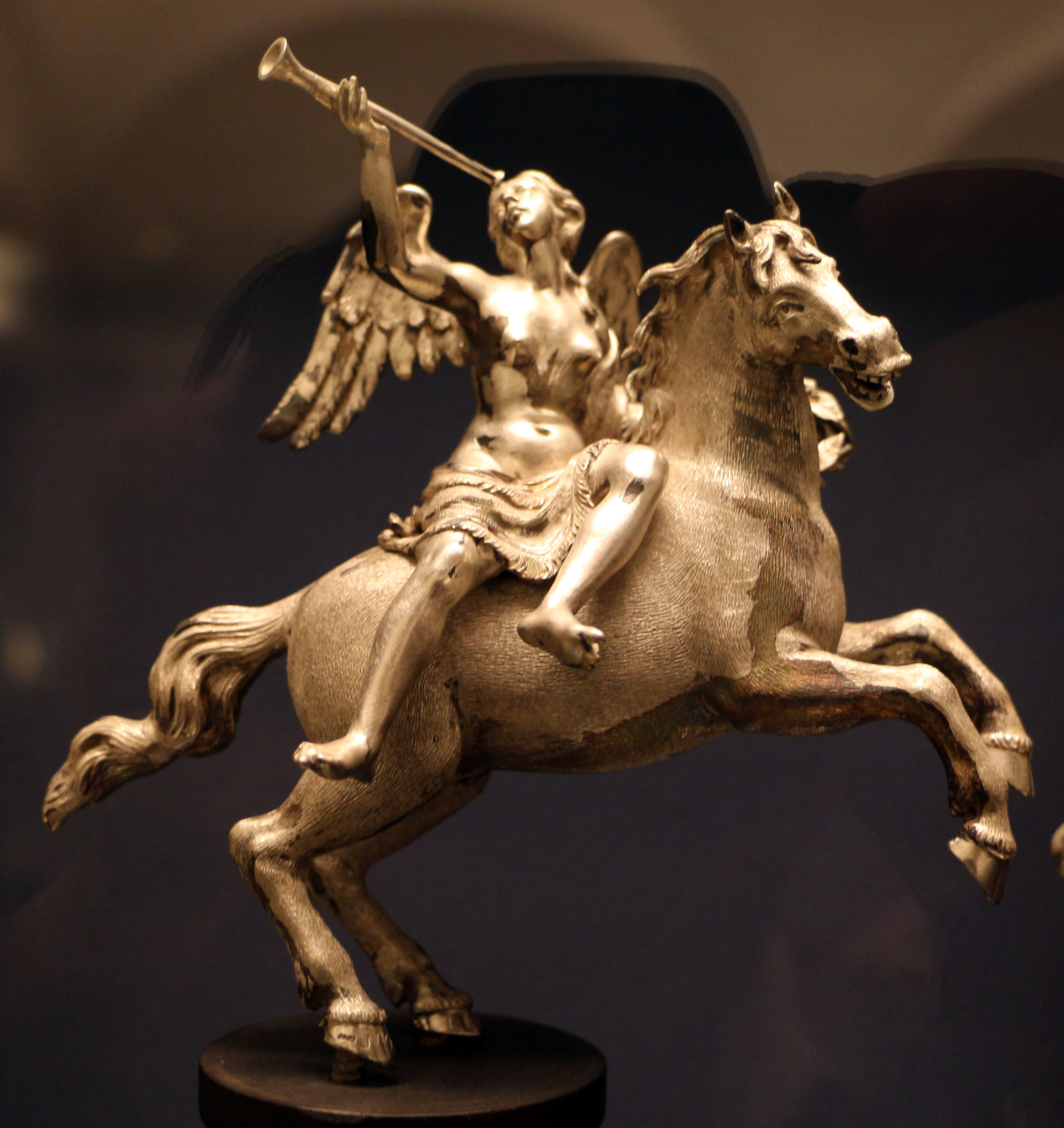
Fama a cavallo - manifattura francese, 1785-1790 ca. (argento)
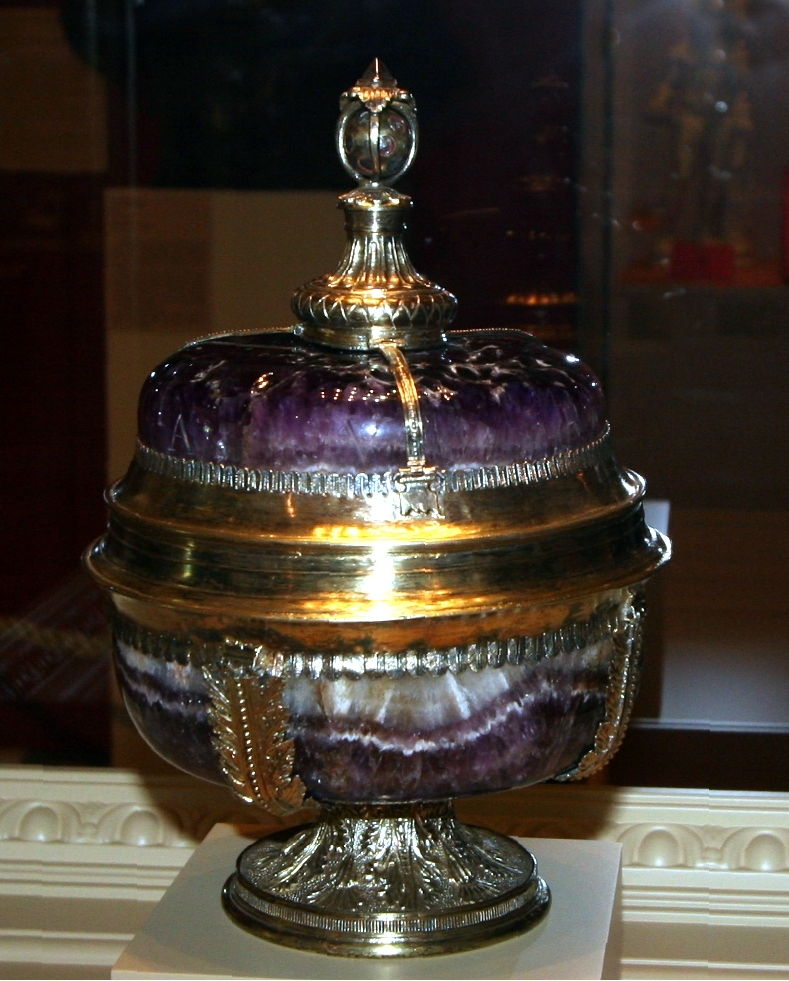
Coppa in ametista
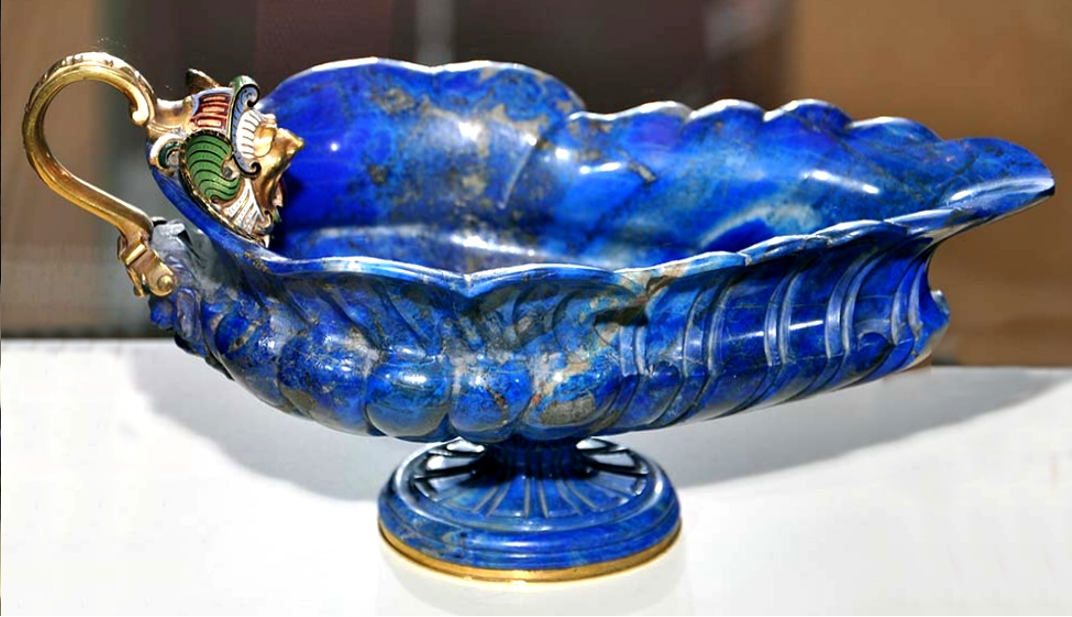
Coppa in lazurite
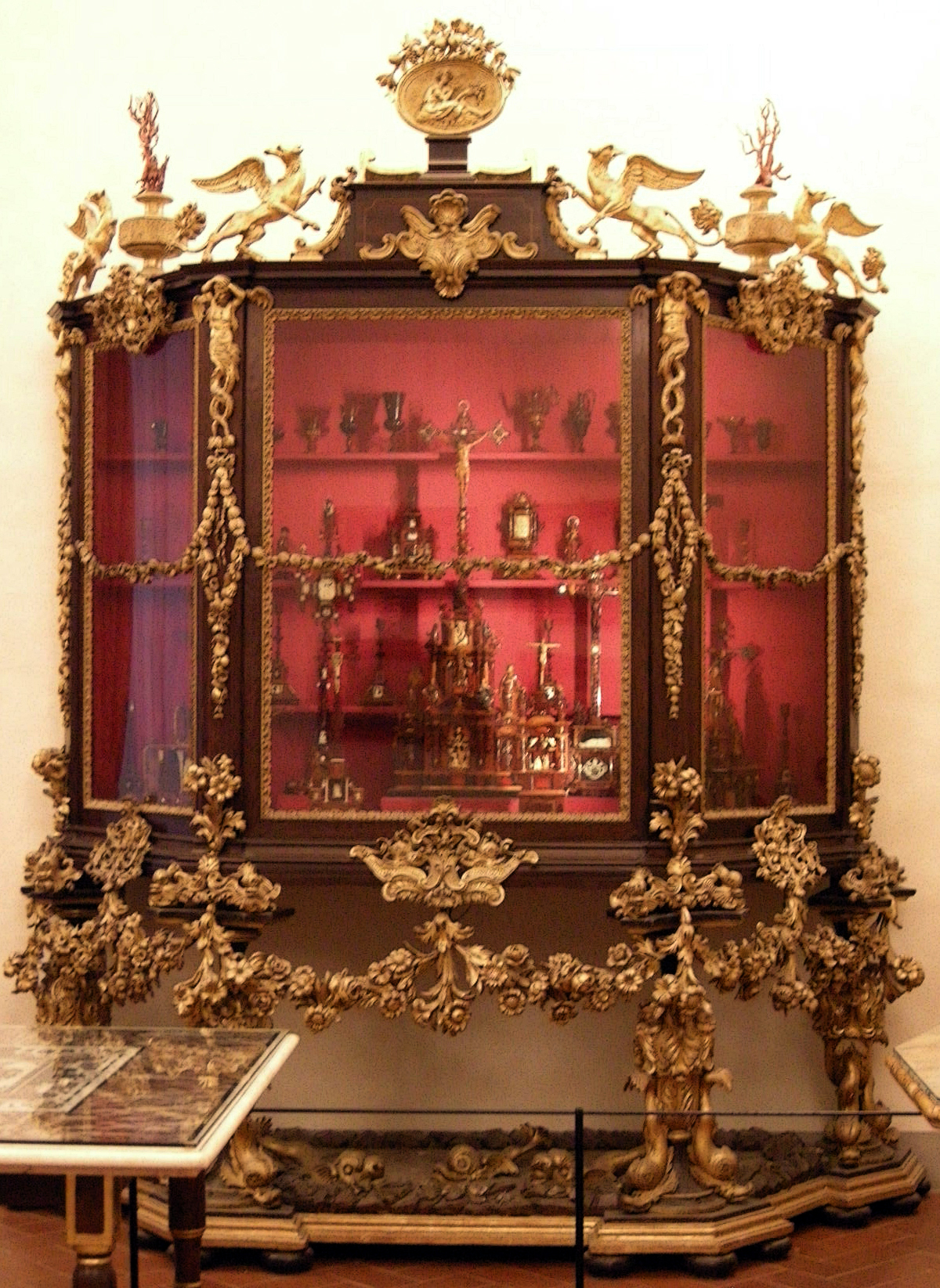
Vetrina con oggetti sacri
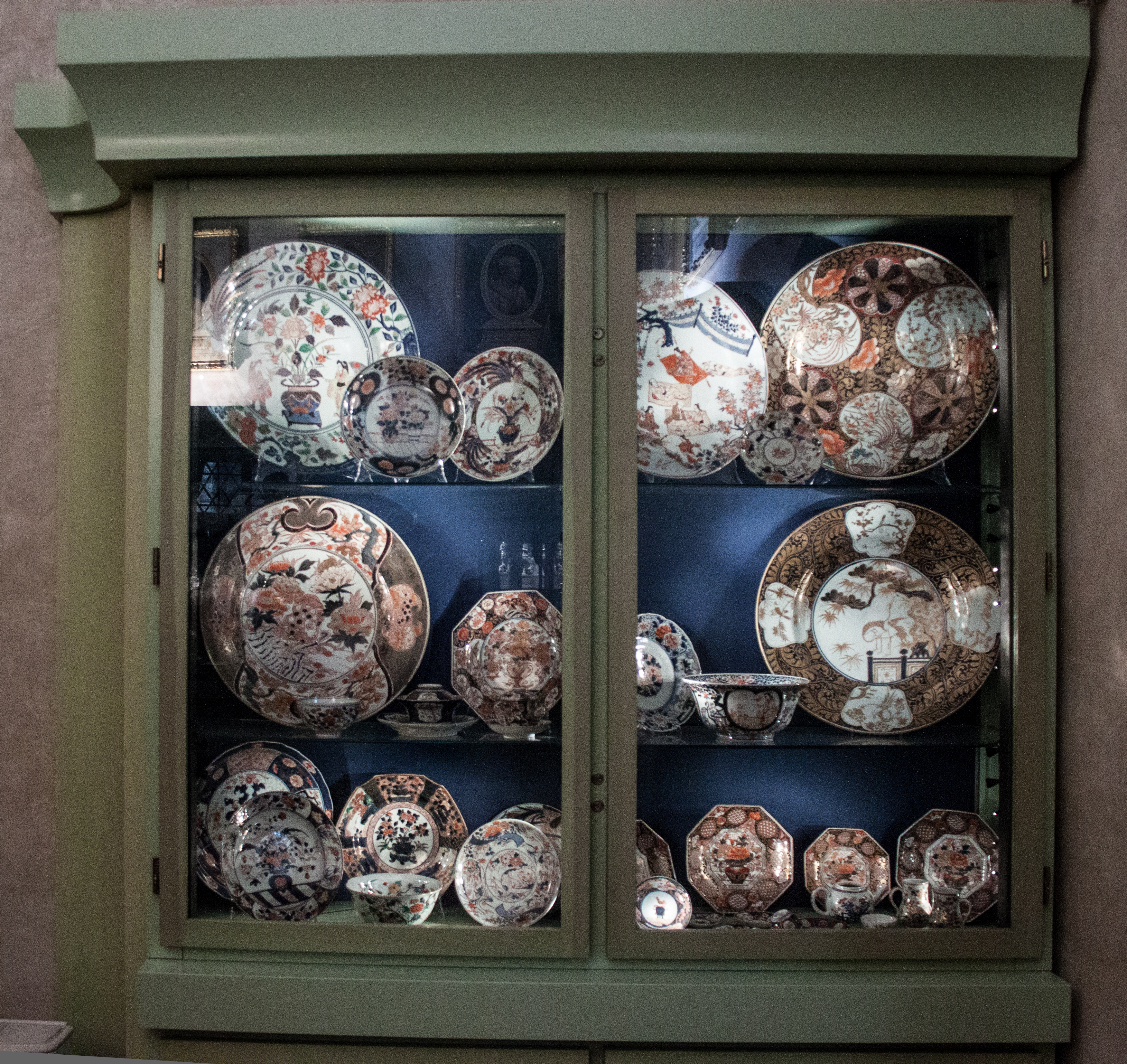
Vetrina con porcellane
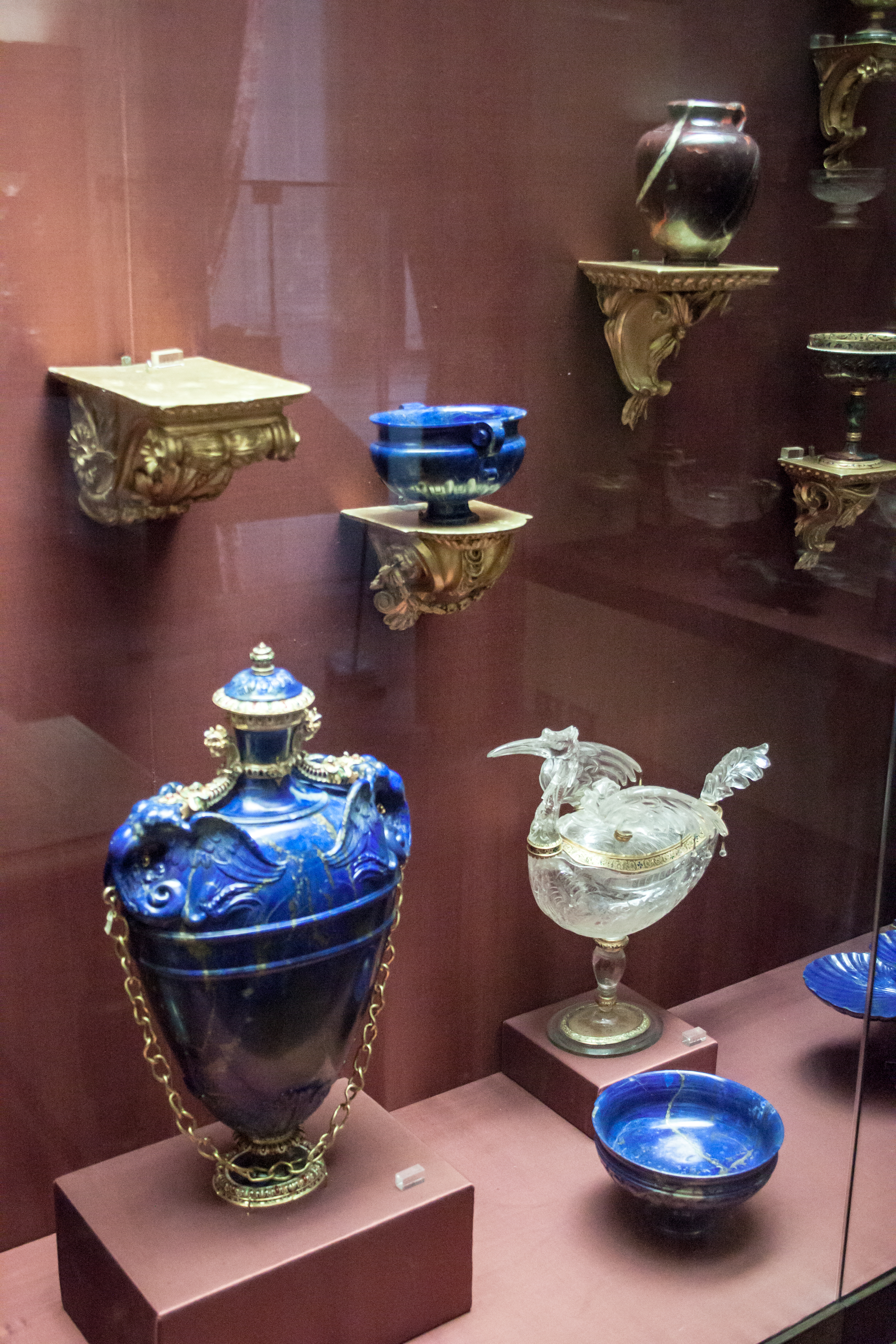
Vetrina con oggetti